# Sebastian Spence
Sebastian Spence (Saint John's, 9 dicembre 1969) è un attore canadese.

## Biografia
Nato a Saint John's in Canada, i suoi genitori erano i drammaturgi Michael Cook e Janis Spence, morti rispettivamente nel 1994 e nel 2008.
Ha debuttato come attore a 16 anni in teatro diretto dalla madre, mentre nel 1993 ha esordito in TV nella serie The Boys of St. Vincent.
Attivo principalmente in ambito televisivo, in cui ha presenziato in varie serie tra cui X-Files, Battlestar Galactica e Smallville, si è distinto per avere interpretato Cliff Harting nella serie TV Cedar Cove.

## Filmografia parziale

### Televisione
- X-Files - serie TV, episodio 4x02 (1996)
- Fast Track - serie TV, 22 episodi (1997-1998)
- First Wave - serie TV, 65 episodi (1998-2001)
- Angel - serie TV, episodio 1x18 (2001)
- Dawson's Creek - serie TV, 5 episodi (2002)
- Andromeda - serie TV, 2 episodi (2003-2004)
- Mutant X - serie TV, episodio 2x15 (2003)
- Stargate SG-1 - serie TV, episodio 7x16 (2004)
- Battlestar Galactica - serie TV, 9 episodi (2005-2009)
- G-Spot - serie TV, 9 episodi (2005-2006)
- S.O.S.: La natura si scatena (Category 7: The End of the World) - miniserie televisiva, 2 episodi (2005)
- Cerberus - Il guardiano dell'Inferno (Cerberus), regia di John Terlesky (2005)
- Supernatural - serie TV, episodi 1x21-1x22 (2006)
- Sophie - serie TV, 28 episodi (2008-2009)
- Camelot - serie TV, 2 episodi (2011)
- Smallville - serie TV, episodio 10x18 (2011)
- Cedar Cove - serie TV, 29 episodi (2013-2015)
- Psych - serie TV, episodio 7x10 (2013)
- Continuum - serie TV, episodio 3x10 (2014)
- Garage Sale Mystery: Giostra di sangue (Muder Most Medieval), regia di Neill Fearnley (2017) - film TV
- Sotto stretta sorveglianza (Target: My Daughter), regia di David DeCoteau – film TV (2017)
- Taken - serie TV, episodio 2x06 (2018)
- I misteri di Murdoch (Murdoch Mysteries) - serie TV, 5 episodi (2019-2023)
- Hudson & Rex - serie TV, episodio 1x02 (2019)
- American Gods - serie TV, 2 episodi (2021)

## Doppiatori italiani
Nelle versioni in italiano delle opere in cui ha recitato, Sebastian Spence è stato doppiato da:
- Francesco Bulckaen in X-Files, Dawson's Creek, Andromeda
- Riccardo Rossi in S.O.S.: La natura si scatena, Stargate SG-1
- Vittorio Guerrieri in Criminal Intent - Vite in gioco, Cerberus - Il guardiano dell'Inferno
- Guido Di Naccio in Camelot
- Andrea Lavagnino in Smallville
- Stefano Santerini in Psych
- Simone Mori in Cedar Cove
- Tony Sansone in Garage Sale Mystery: Giostra di sangue
- Davide Marzi in Sotto stretta sorveglianza
- Maurizio Fiorentini in Hudson & Rex